# Йорубски език
Йорубският език (Èdè Yorùbá) е нигер-конгоански език, говорен от около 50 милиона души, главно от етническата група йоруба, в Нигерия, Бенин, Того и Гана.
Под името „наго“, той се говори и от потомците на доведените роби в Куба, Пуерто Рико, Доминиканска република и Северозападна Бразилия.
Дели се на три диалекта според африканските области:
- Северозападен йорубски (NWY) – в Огун, Ойо, Осун, Лагос.
- Централен йорубаски (ZY) – в Игбомина, Ифе, Екити, Акуре, Ефон, Ижеса.
- Югоизточен йорубски (SOY) – в Окитипупа, Ондо, Ово, Сагуму, част от Ижебу.

## Писменост и фонология
Йорубският използва латинската азбука:
A B D E Ę F G GB H I J K L M N O Ǫ P R S Ş T U W Y
Произношение:
a[o] – ni nkan [ni nkon]
Ę,ę – [eeh]
Ǫ,ǫ – [ooh]
gb[gbi]
h[hi]
Ș,ș=x orisa=orixa
Тоналността на звуковете в езика се дели на три вида:
1. Висока: o` be`(той скочи)
2. Средна: o` be(той говори силно)
3. Ниска: o` be`(той се извинява)

## Йоруба имена
Taiwo – първи близнак.
Kehinde – втори близнак.
Omope – дете, родило се след деветия месец.
Dada – дете, родило се с коса.
Ode, Odewale, Odewumi, Odediran, Odefunke, Odesanya, Odekunie – имена, свързани с лова, „ловджийски“.
Akinpelu, Akinwale, Akinkunmi, Akintola, Akinrinu – имена, обозначаващи безстрашието, смелостта.
Ade – („корона“) – Adewunmi, Adesanmi, Adeonipekun, Adeyanju, Adefemij – имена, показващи благороднически произход.
Ogun – (Огун е богът на войната) – Ogungbemi, Ogunwale, Ogundiran, Oguntuase.
Egun – (Егун е бог от йорубската митология) – Abegunde, Egunwale, Egunleke, Egungbemi.
Osun – (Ошун е богиня на любовта) – Osunfunke, Osunkunie, Osunbomi, Osundele. ′Sango – (Шанго е бог на мълниите, лова, грабежите).

## Граматика на йорубския език
Местоименията:
1. Лични:
Mo – аз
O – ти
Ó – той, тя, то
A – ние
E – вие
Wón – те
2. Притежателни:
Mi – мой
Rę – твой
Rę` – негов, неин
Wa – наш
Yin – ваш
Won – техен
Emi – мен
Iwo – теб
Owun – нея, него
[...] – нас
Awa – вас
Awon – тях
3. Показателни:
Eyl – това
Lyen – онова
Ibi – тук
Ibe – там
Въпроси:
Kin – какво
Tani – кой
Nilo – къде
Kilo fa – защо
Nigbo wo? – къде е?
Женски род:
Женският род е точно като мъжкият.
Множествено число:
Iwe – книга ⇒ awon iwe – книги
Ehoro – заек ⇒ awon ehoro – зайци
Определителен член:
Iwe naa – книгата
Awon iwe naa – книгите
Awon iwe mi – книгата ми
Глаголи:
soro – говоря
kowe – пиша
feran – обещавам
rerin – усмихвам се
fun – имам
wa moto – карам превозно средство
„Говоря“ в сегашно време:
mo soro
o soro
ó soro
a soro
e soro
wón soro

## Лексика на йорубския език
Odo – нула
Eni – едно
Eji – две
Eta – три
Erin – четири
Arun – пет
Efa – шест
Eje – седем
Ejo – осем
Asan – девет
Ewa – десет
Nibo lo ti wa? – От къде си?
Bulgaria ni mo to wa – От България съм?
Ko ye mi o – Не разбирам.
Șę gbǫ ede Gęęsi? – Разбираш ли английски?
Ni gbo wo Wole? – Къде е Уоле?
Kini oruko ę? – Как се казваш?
Wole l`oruko mi – Казвам се Уоле.
Se dada ni? – Как си?
Adupę – Добре, благодаря.
Looto? – Наистина ли?
Woo! – Виж!
Kada k obaje – Горе-долу
Bęęni – Да
Bęękǫ – Не
oda – Добре
E șe – Благодаря
O dabǫ – Довиждане
Ę kaa rǫ – Добро утро